# アンドリーズ・ヴァン・ダム

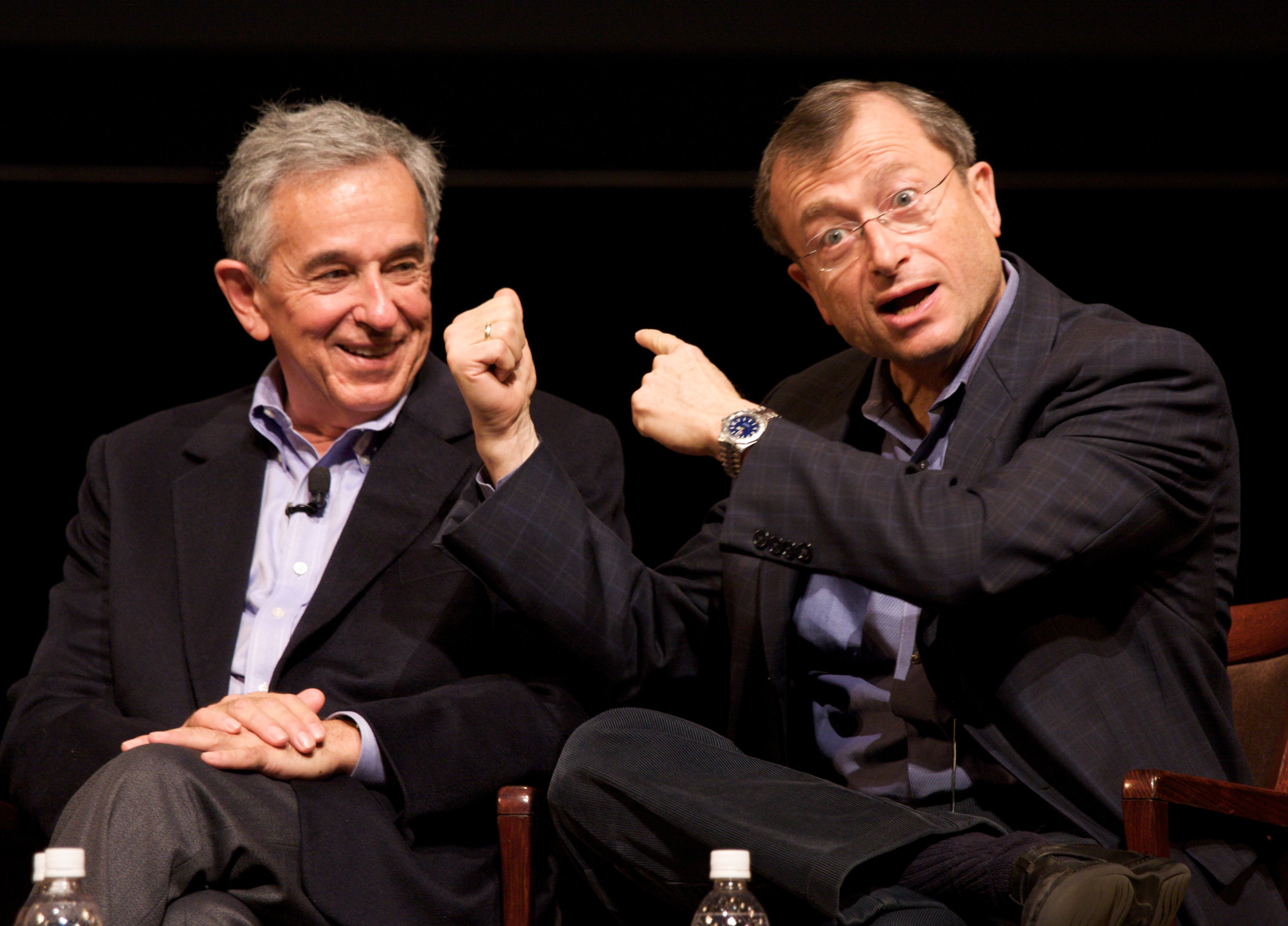
ジェフ・ルリフソンとアンディ・ヴァン・ダム（2008年）

アンドリーズ・ヴァン・ダム（英語: Andries "Andy" van Dam、1938年12月8日 - ）は、ロードアイランド州プロビデンスにあるブラウン大学のコンピューターサイエンスのオランダ系アメリカ人教授であり、元研究担当副学長。彼はテッド・ネルソンとともに、1960年代後半に最初のハイパーテキストシステムであるハイパーテキスト編集システム（HES）に貢献した。ヴァンダムは、ジェームズ・D・フォーリー 、SK・フェイナー、およびジョン・F・ヒューズとともに、Computer Graphics: Principles and Practiceを共同執筆した。また、今日のACM SIGGRAPH会議の前身を共同設立した。

## 学生
ヴァンダムは、ハイパーテキストとコンピュータグラフィックスの学部生、他の学者、および実務家を指導してきた。彼の学生の一人は、膵臓癌で亡くなる過程で全国的に有名になったランディ・パウシュであった。2007年9月、パウシュの「最後の授業」は、ベストセラー最後の授業の基礎となった。ヴァンダムは、1時間以上の講演の後の最後の講演者であった。彼は彼の勇気とリーダーシップを称賛し、彼をロールモデルと呼んだ。2008年7月25日にパウシュは亡くなっている。
ダナ・ボイド、スコット・ドレイブス、ディック・バルターマン、ロバート・セッジウィック、アンディ・ハーツフェルド、そしてスティーブン・K・フェイナーは、アンディ・ヴァン・ダムの学生であった。

## 実績
もともと応用数学の教授として任命されたヴァンダムは、応用数学と工学部門間の共同プロジェクトとして、ブラウンでコンピュータサイエンスプログラムを設立するのを手伝った。プログラムが完全な部門に昇進したとき、ヴァンダムは1979年から1985年まで最初の議長を務め。1995年、ヴァンダムはトーマス・J・ワトソン・ジュニア大学の技術教育教授およびコンピュータサイエンスの教授に任命されている。
1966年にペンシルベニア大学で、彼は、コンピュータサイエンスの博士号を取得した2番目の人物になった。
ヴァンダムは、1960年代後半最初のハイパーテキストシステムであるHESの共同設計者として、テッド・ネルソンとともに最もよく知られている。それとそのすぐ後継者であるFRESSと共に、彼は人文科学と教育学におけるハイパーテキストの使用の初期の支持者。ハイパーテキストという用語は、当時彼と一緒に働いていたテッド・ネルソンによって造られた。ヴァンダムのハイパーテキストへの継続的な関心は、最新のマークアップおよびブラウジングテクノロジーの開発に不可欠であり、彼の学生の何人かはXML、XSLT、および関連するWeb標準の起源に尽力した。
彼はまた、コンピュータグラフィックス理論と実践をジェームズ・D・フォーリー、SK・フェイナー、およびジョン・F・ヒューズと共同執筆していることでも知られている。コンピュータグラフィックスで人気のあるこの教科書は、コンピュータグラフィックスの「聖書」とも呼ばれる。
ヴァンダムは、いくつかの技術委員会と委員会に参加し、ブラウン大学でコンピューターサイエンス入門コースとコンピューターグラフィックスのコースを教えている。
1960年、スワースモア大学で工学科学の優等学士号を取得。
1963年と1966年、ペンシルベニア大学からそれぞれ修士号と博士号を取得。
1967年、1967年、ヴァンダムは今日のACMSIGGRAPHの前身であるACM SIGGRAPHを共同設立した。
1983年、彼はハイパーテキスト学者のワークステーションを開発した情報と奨学金の研究所の創設者の1人でした。 1984年に、彼はIEEE・センテニアルメダルを受賞した。